# Herb gminy Szydłowo (województwo mazowieckie)
Herb gminy Szydłowo – jeden z symboli gminy Szydłowo, ustanowiony 9 listopada 2013.

## Wygląd i symbolika
Herb przedstawia na tarczy w polu zielonym uszczerbiony herb Lubicz – srebrna podkowa uzupełniona dwoma złotymi krzyżami wewnątrz i nad uszczerbioną podkową.